# دولک‌چائیر (گوله)
دولک‌چائیر (به ترکی استانبولی: Dölekçayır) یک منطقهٔ مسکونی در ترکیه است که در گوله (شهر) واقع شده‌است.